# Gerard Pająkowski

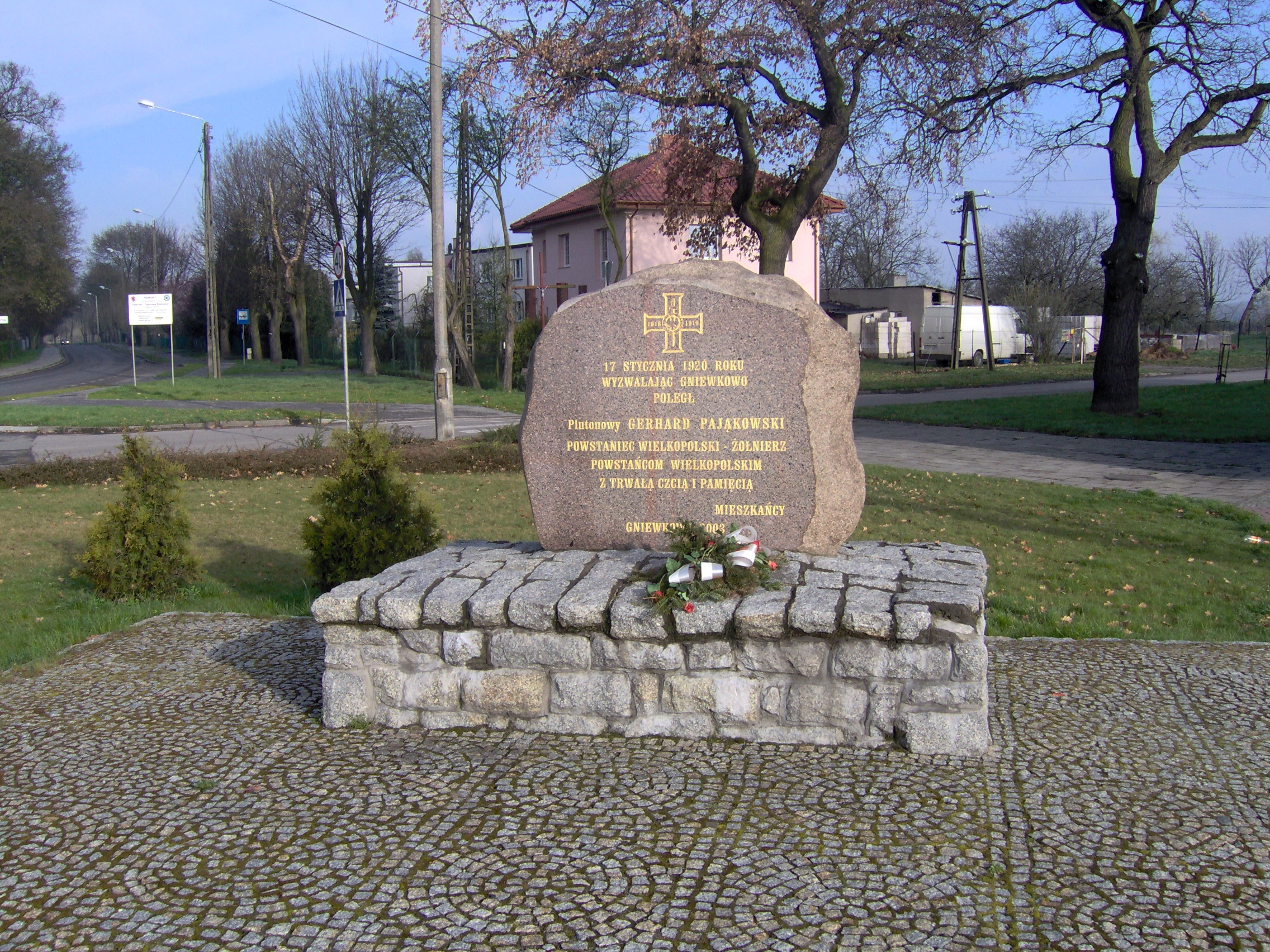
Obelisk upamiętniający Gerarda Pająkowskiego w Gniewkowie

Gerard (Gerhard) Pająkowski (ur. 3 października 1894 w Brzoziu, zm. 17 stycznia 1920 koło Lipia) – polski żołnierz, uczestnik powstania wielkopolskiego.
Syn rolników Szymona i Apolonii z Ossowskich. W rodzinnej wsi spędził dzieciństwo. W czasie I wojny światowej został wcielony do armii niemieckiej. Po zakończeniu wojny wziął udział w powstaniu wielkopolskim. Po zakończeniu powstania, jako plutonowy, wstąpił do polskiego wojska i służył w 18 Pułku Ułanów.
W 1920 roku 18 Pułk Ułanów brał udział w przejmowaniu Pomorza od Niemców. 17 stycznia, gdy wojsko polskie przekraczało linię demarkacyjną, wybuchła potyczka z siłami Grenzschutzu (prawdopodobnie z powodu nieporozumienia i różnicy czasu). Gerard Pająkowski zginął, stając się jedynym poległym po stronie polskiej w operacji przejmowania Pomorza.
W maju 1930 nadano mu pośmiertnie Brązowy Krzyż Zasługi za „zasługi położone przy objęciu Pomorza”. 

## Upamiętnienie
26 stycznia 1920 roku miał miejsce uroczysty pogrzeb Gerarda Pająkowskiego na cmentarzu garnizonowym w Toruniu, mowę wygłosił m.in. komisaryczny prezydent miasta Otton Steinborn. Prezydent RP przyznał rodzicom poległego dożywotnią rentę. Nazwisko Pająkowskiego znalazło się na publicznie odczytywanej liście, prezentowanej w dniach 15-16 lutego 1930 w dziesiątą rocznicę powrotu Pomorza do Polski, upamiętniającej 214 poległych i zmarłych Pomorzan, którzy zasłużyli się „w pracach i walce o zachowanie polskości, jakoteż przywrócenie Pomorza na łono Ojczyzny”. Przez kolejne lata nagrobek Pająkowskiego był miejscem uroczystości patriotycznych, a w 1930 roku władze Torunia wystawiły na mogile pomnik, przedstawiający zrywającego się orła W grudniu 1930 roku imieniem Gerarda Pająkowskiego nazwano ulicę w Toruniu (między ulicą Targową i Drogą Trzeposką). 28 maja 1939 odsłonięto również pomnik Pająkowskiego w Gniewkowie, przedstawiający kawalerzystę na spienionym koniu. Monument odsłonił dowódca Armii „Pomorze” gen. Władysław Bortnowski, w obecności dowódcy 4 Dywizji Piechoty w Toruniu gen. Mikołaja Bołtucia oraz wicewojewody pomorskiego Zygmunta Szczepańskiego, odsłonięciu towarzyszyły liczne uroczystości patriotyczne. Oba pomniki zostały zniszczone przez Niemców w czasie II wojny światowej.
W 2003 roku odsłonięto nowy pomnik Pająkowskiego w Gniewkowie. Na cmentarzu garnizonowym w Toruniu ustawiono na grobie krzyż z napisem „Ś.P. Plutonowy Pająkowski Powstaniec Wielkopolski z r. 1918/19. poległ na polu walki od kuli niemieckiej dnia 17. stycznia 1920 r. pod Gniewkowem dla Polski”, a jego imieniem nazwano ulicę na Jakubskim Przedmieściu. W czerwcu 2009 odsłonięto pamiątkową tablicę ku czci Pająkowskiego w jego rodzinnym Brzoziu, ufundowaną przez Stowarzyszenie na Rzecz Ocalenia Śladów Przeszłości w Gminie Cekcyn „Światło”, Towarzystwo Miłośników Ziemi Cekcyńskiej oraz mieszkańców Brzozia. Rada Miejska w Gniewkowie ogłosiła rok 2019 „Rokiem plutonowego Gerharda Pająkowskiego na terenie Miasta i Gminy Gniewkowo”. Pająkowski jest także patronem jednej z gniewkowskich ulic.